# Herzogtum Ohlau
Das Herzogtum Ohlau (tschechisch Olavské knížectví; polnisch Księstwo Oławskie) war ein seit 1348/49 bestehendes Teilherzogtum des Herzogtums Liegnitz. Es wurde bis 1675 von den Schlesischen Piasten regiert, denen es zeitweise auch zur Versorgung ihrer Witwen diente. Danach fiel es als erledigtes Lehen an die Krone Böhmen. Residenzort war die gleichnamige Stadt Ohlau. 

## Geschichte

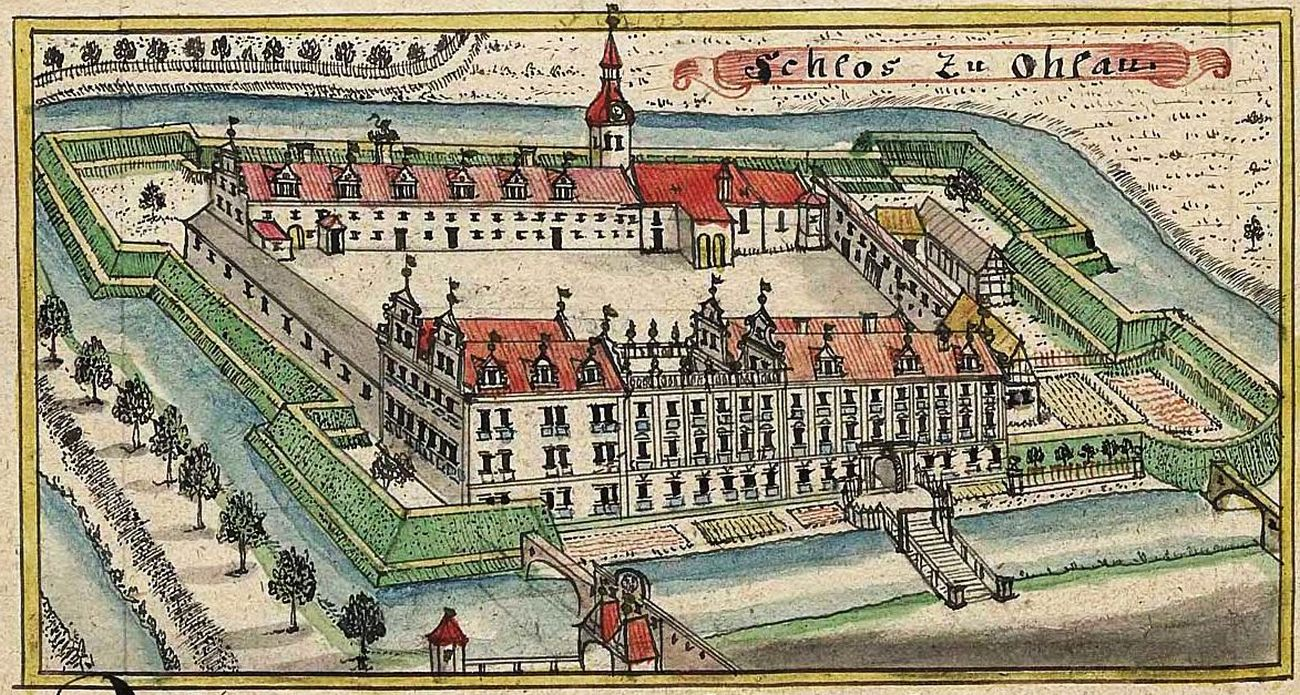
Schloss Ohlau in Ohlau (ca. 1750–75)

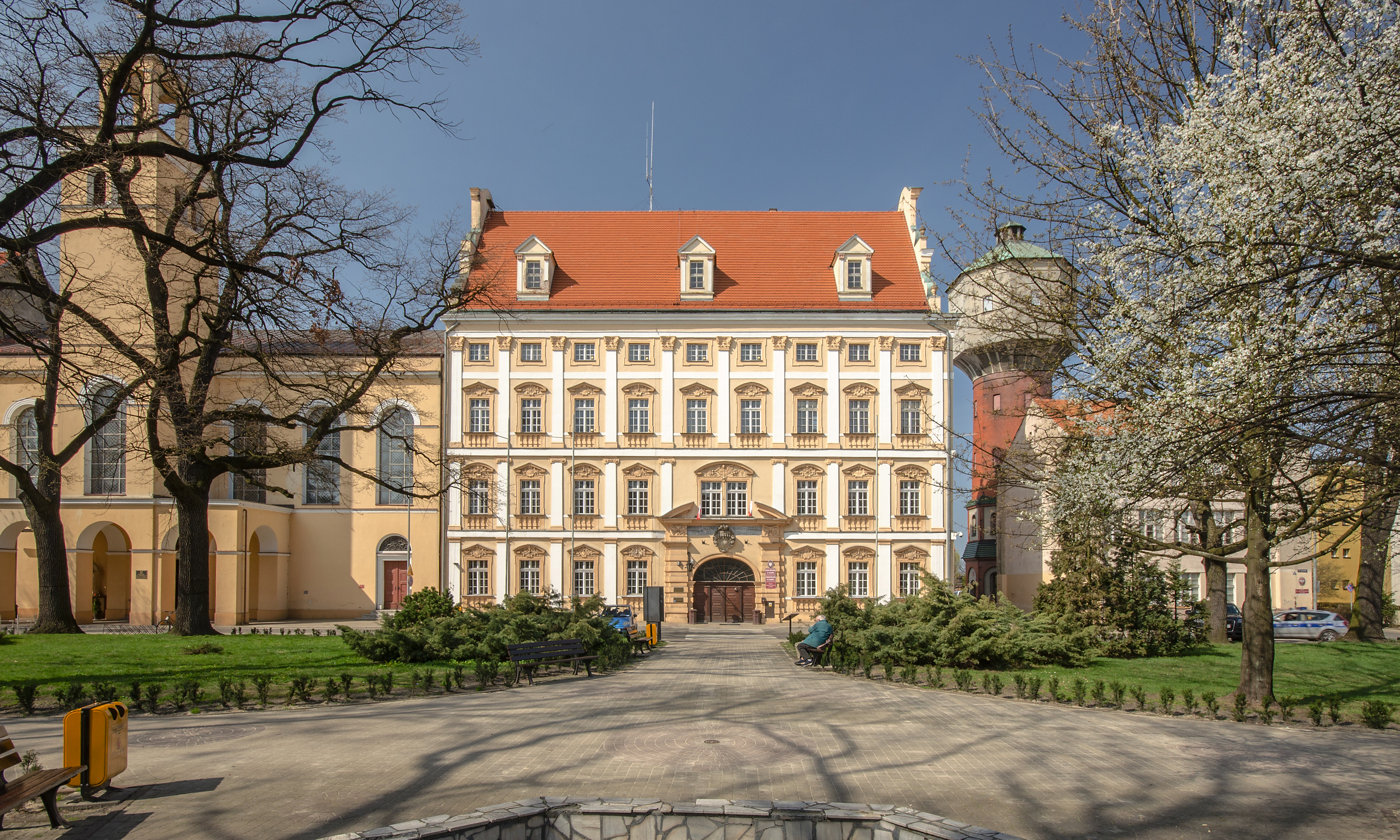
Luisenbau (17. Jh., letztes Fragment des Ohlauer Schlosses)

Das Gebiet des späteren Herzogtums Ohlau gehörte zunächst zum Herzogtum Breslau, gelangte nach dessen Teilung an das Herzogtum Liegnitz und nach einer weiteren Teilung 1311 an das Herzogtum Brieg. Mit diesem zusammen fiel es 1327 als ein Lehen an die Krone Böhmen.
1348/49 wurde das Herzogtum Ohlau aus dem Herzogtum Brieg ausgegliedert und gemeinsam mit Lüben vom Liegnitzer Herzog Ludwig I. († 1398) erworben. Nach dessen Tod erbte es 1398 sein Enkel Heinrich IX. von Liegnitz († 1419/20), dem auch Haynau und Lüben gehörten. Ihm folgte 1420 sein Sohn Wenzel III. von Ohlau und Nimptsch, der 1423 von seinem Bruder Ludwig III. beerbt wurde. Nach seinem Tod 1441 wurde seiner Witwe Margaretha, die eine Tochter des Oppelner Herzogs Bolko IV. war, die Stadt Ohlau als Witwensitz zugewiesen. Das Herzogtum Ohlau sowie Lüben erbte sein Sohn Johann I. Nach dessen 1453 Tod regierte Ohlau bis 1469 seine Witwe Hedwig († 1471). Unter ihrem Sohn Friedrich I. wurden die Teilherzogtümer Liegnitz, Brieg und Ohlau wieder verbunden. 1488–1503 war Friedrichs Witwe Ludmilla von Podiebrad, eine Tochter des böhmischen Königs Georg von Podiebrad, Regentin von Ohlau. Danach diente Ohlau zur finanziellen Ausstattung der jüngeren Söhne der Brieger Herzöge. 
Letzter Herzog von Ohlau war Christian, dem auch Liegnitz, Wohlau und Brieg gehörten. Er nahm seinen Wohnsitz in Ohlau, wo er das Schloss um den sogenannten Christiansbau erweitern ließ. Nach seinem Tod 1672 folgte ihm seine Witwe Luise von Anhalt-Dessau († 1680) als Herzogin von Ohlau, das sie bis 1675 als Wittum hielt. Herzog von Liegnitz, Brieg und Wohlau wurde deren gemeinsamer Sohn Georg Wilhelm I., der in Ohlau geboren wurde. Mit ihm erlosch 1675 die Linie der Schlesischen Piasten. Das Herzogtum Liegnitz mit seinen Teilherzogtümern Brieg, Wohlau und Ohlau fiel als erledigtes Lehen an Böhmen.
1691 verpfändete Kaiser Leopold I. in seiner Eigenschaft als König von Böhmen das Gebiet von Ohlau an seinen Schwager, den polnischen Prinzen Jakob Louis Heinrich Sobieski. Dieser war mit Hedwig Elisabeth Amelia von der Pfalz, einer Schwester der dritten Frau des Kaisers Leopold verheiratet und erhielt Ohlau teils als Pfandleihe und teils als Mitgift seiner Frau. Obwohl ihm nicht die Regentschaft über Ohlau übertragen worden war, nannte er sich nach der erfolglosen Bewerbung um den polnischen Thron Herzog von Ohlau. Die Pfandschaft über Ohlau behielt er bis zu seinem Tod 1737.
Nach dem Ersten Schlesischen Krieg 1742 fiel das Herzogtum Ohlau wie fast ganz Schlesien an Preußen.